# Internationale luchthaven Minangkabau
Internationale luchthaven Minangkabau (Indonesisch: Bandar Udara Internasional Minangkabau of BIM) is de belangrijkste luchthaven van West-Sumatra, Indonesië. De luchthaven ligt zo'n 23 km ten noordwesten van de hoofdstad van de provincie West-Sumatra, Padang, in het gebied Ketaping (Katapiang) in het regentschap Padang Pariaman.
De nieuwe luchthaven vervangt sinds juli 2005 de oude luchthaven van Padang, de luchthaven Tabing.
Het is genoemd naar de dominante etnische groep in West-Sumatra, de Minangkabau. De luchthaven van Minangkabau heeft een oppervlakte van 4,27 km² en heeft één start- en landingsbaan met een lengte van 2750 meter. Er is één terminalgebouw voor zowel binnenlandse als buitenlandse vluchten.